# Cândido Rondon
Cândido Mariano da Silva Rondon, più noto come Marechal Rondon (Mimoso, 15 maggio 1865 – Rio de Janeiro, 19 gennaio 1958), è stato un militare e sertanista brasiliano.
Lo Stato brasiliano di Rondônia ha assunto questa denominazione in suo onore.